# Casa Ramos (Ushuaïa)
L'ancienne maison de la famille Ramos à Ushuaïa, connue sous le nom de Casa Ramos, a été déclarée Monument historique national de la République argentine par le décret du gouvernement nº64/99 du 29 janvier 1999. Ce décret inclut simultanément plusieurs bâtiments et lieux de la province de Terre de Feu, Antarctique et îles de l'Atlantique sud.

## Histoire et caractéristiques

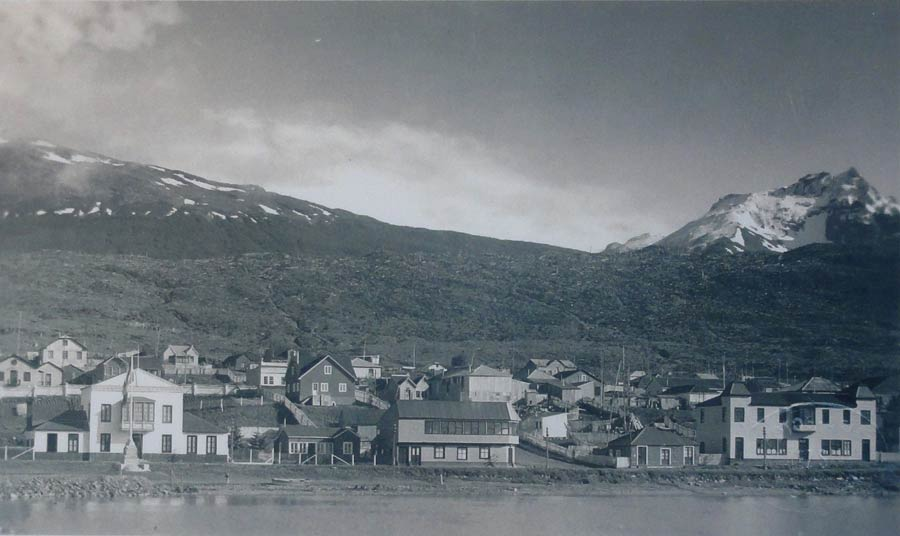
Ushuaïa en 1930 avec l'Antigua Casa de Gobierno (à gauche) et la Casa Ramos (à droite).

La Casa Ramos est située dans la ville d'Ushuaïa, dans le département d'Ushuaïa, au sud de l'Argentine. Son adresse est 363 Avenida Maipú (données cadastrales : secteur A, massif 74, parcelle 4).
Cet immeuble est construit par la famille Ramos pour servir de lieu d'habitation, vers 1920. Par la suite, elle sera destinée à un usage mixte (habitation et commerce), jusqu'à ce qu'elle soit acquise par l'ancien Territorio Nacional. Elle appartient aujourd'hui à l'administration de la province de Terre de Feu, elle est utilisée comme le siège de la police provinciale.
L'immeuble a été déclaré « Patrimoine historique culturel de la ville d'Ushuaïa » en 1988, par la Résolution no 22 du Conseil délibérant de la ville, ce dernier l'ayant considéré comme l'un des exemples les plus importants du patrimoine architectural de la ville.
S'élevant sur eux étage, le bâtiment a une superficie de 382 m2. Construit intégralement en bois, avec un toit en tôle et une structure métallique. Les portes et fenêtres de bois sont réalisées par les détenus de la prison d'Ushuaïa.